# Rancilio
Rancilio ist ein Hersteller von Espressomaschinen, der 1927 von Roberto Rancilio in Parabiago, Italien, gegründet wurde.

## Geschichte
Rancilios früheste Maschine war La Regina – eine vertikale Kesselmaschine, die den ursprünglichen Bezzera- und Victoria Arduino-Geräten in Funktion und vergoldeter Belle-Epoque-Ausführung ähnlich ist.

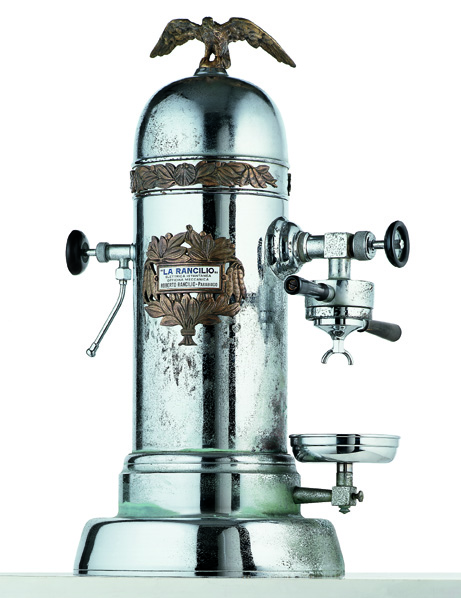
Rancilio La Regina (ab 1927)
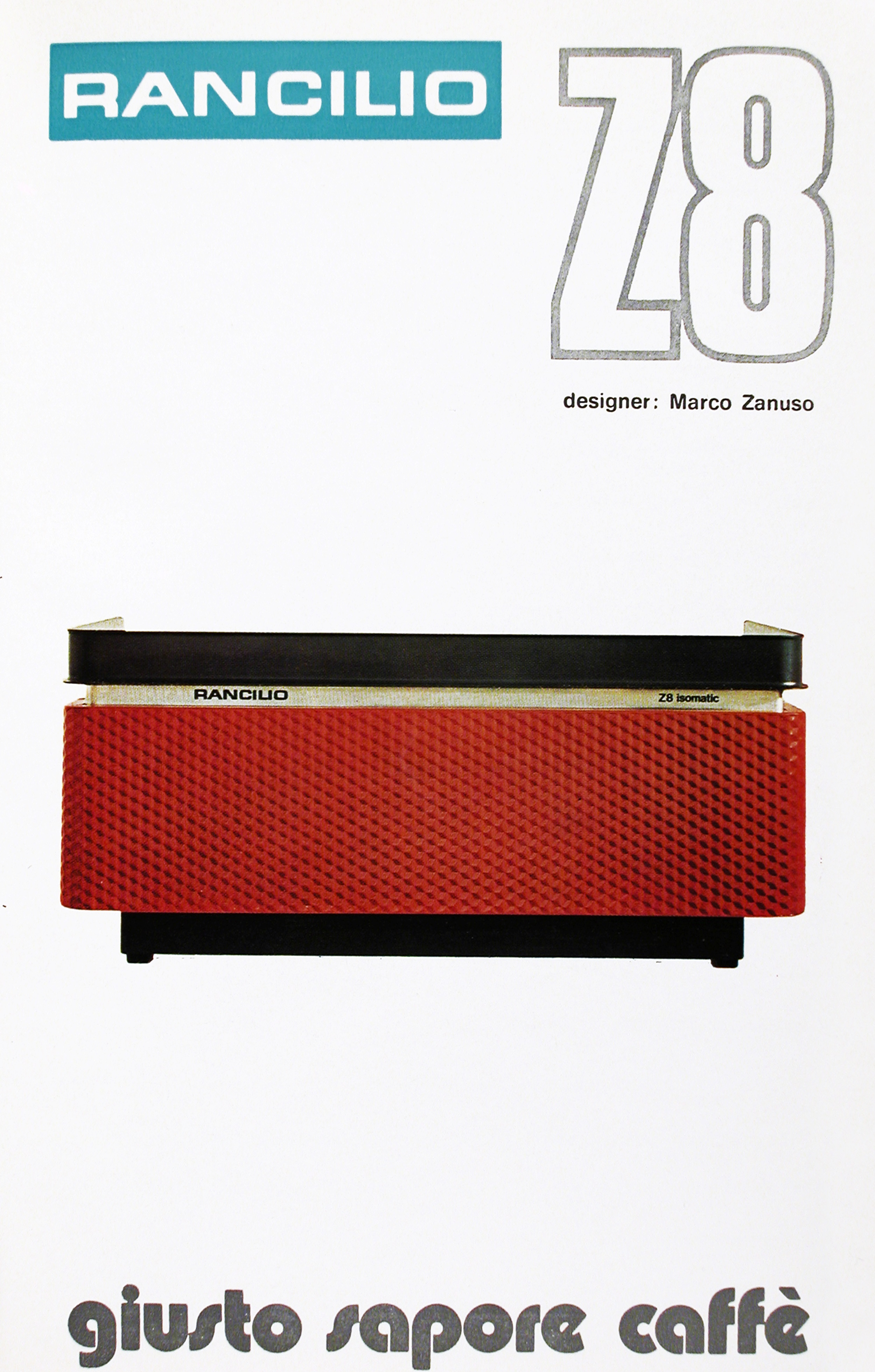
Rancilio Z8 (ab 1965, Designer: Marco Zanuso)
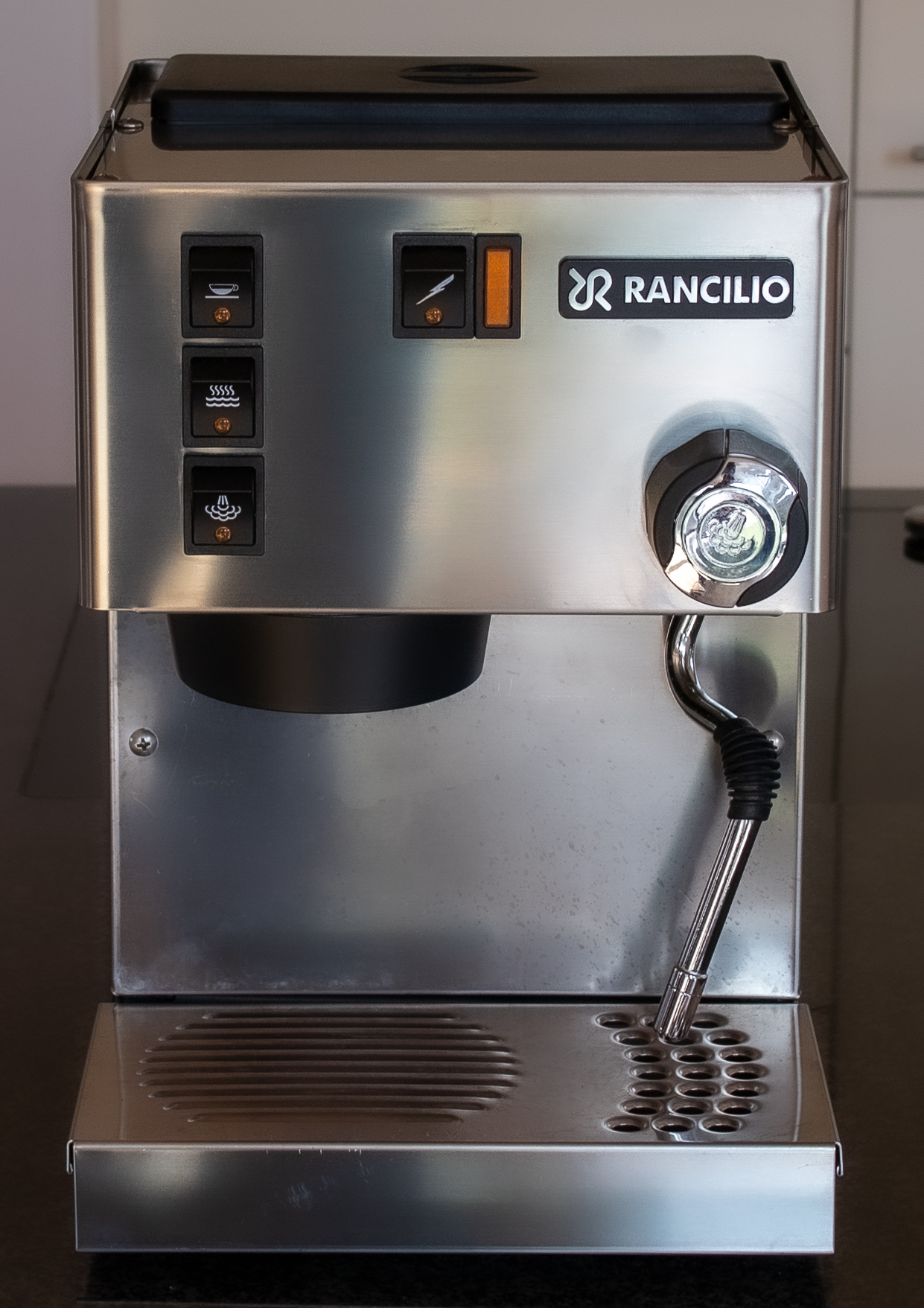
Rancilio Silvia (ab 1997)

1950 brachte Rancilio eine horizontale Kesselmaschine, die Invicta Horizzontal, auf den Markt, die dem Wandel der Nachkriegszeit hin zu einem sparsamen, modernen Design folgt. Die Maschine verwendete jedoch immer noch die gleiche Brühmethode aus dem frühen 20. Jahrhundert. 1953 übernahm Rancilio die von Gaggia eingeführte Hebelkolbentechnologie. Im Jahr 1957 brachte Rancilio ein Modell auf den Markt, das den Hebelprozess automatisierte, die H/L Automatica. Das Unternehmen folgte neuen technologischen Trends zum Brühen mit kontinuierlichem Ausstoß, die 1961 von Faema eingeführt wurden. 1965 beauftragte Rancilio den Industriedesigner Marco Zanuso mit Designarbeiten, beginnend mit der Rancilio Z8 und 1974 mit der Z9. Rancilio fuhr mit mehreren Maschinen der Z-Serie fort, wobei die Z11 die letzte war. Die Maschinen der S-Serie wurden in den 1990er Jahren populär und auf dem nordamerikanischen Markt bekannt.
1997 schuf Rancilio auf der Grundlage seines professionellen Angebots eine Espressomaschine in der Größe für private Haushaltsküchen. Diese war zunächst nur als Dankeschön für Importeure und Verkäufer von Rancilio's Restaurant-Kaffeemaschinen erhältlich. Diese Maschine wurde später unter dem Namen (Miss) Silvia an Verbraucher verkauft. Die Silvia ist eine Ein-Gruppen-Maschine mit einer Hubkolbenpumpe von ULKA und einem einzelnen Messingkessel, der von drei Thermostaten für Dampf und Heißwasser gesteuert wird. Sie wird häufig zusammen mit der zugehörigen Rocky Mühle verkauft, die in dosierungslosen und dosierten Modellen mit gestuften Einstellungen erhältlich ist.
Im Jahr 2001 erneuerte Rancilio sein Programm und führte die Basisreihe Epoca und die Classe-Serie ein. Im Jahr 2011 führten sie für die Classe 9 ein neues fortschrittliches Brühsystem namens Xcelsius ein, das eine präzise Kontrolle der Wassertemperatur während des Brühzyklus ermöglicht.
Rancilio unternahm einen Versuch mit einem Vollautomaten, der Classe 12, und nutzte Cafés in US-amerikanischen Borders-Buchhandlungen als Testmarkt. Sie wurde als Fehlschlag gewertet, zurückgerufen und aufgegeben. In der Folge kauften sie den Schweizer Vollautomatenhersteller Egro und haben mit Egro One ihre Präsenz auf diesem Markt aufgebaut. Im Oktober 2013 wurde Rancilio von der Ali Group übernommen.